# کلاغ‌نشین (اراک)
کلاغ‌نشین (اراک)، روستایی از توابع بخش مرکزی شهرستان اراک در استان مرکزی ایران است.
روستای کلاغ‌نشین در ۴۵ کیلومتری اراک، در منطقه فراهان واقع شده‌است. شغل اصلی بیشتر اهالی کشاورزی ودامداری است. این روستا از طبیعتی زیبا و بکر برخوردار است.

## جمعیت
این روستا در دهستان ساروق قرار دارد و براساس سرشماری مرکز آمار ایران در سال ۱۳۸۵، جمعیت آن ۵۰۴ نفر (۱۲۶خانوار) بوده‌است.